# Richard Greiling
Emil Richard Greiling (* 13. Februar 1882 in Groß Drensen; † 27. Juni 1954 in Heidelberg) war ein deutscher Unternehmer.

## Leben und Wirken
Er war der Sohn des späteren Müllermeisters Richard Greiling in Kleinmühl, besuchte die Volksschule und im Anschluss daran die Handelsschule in Deutsch Krone. Am Ersten Weltkrieg nahm er im Rang eines Hauptmanns teil.
Greiling gründete 1919 in Dresden die Zigarettenfabrik Greiling. Diese wurde unter seiner Führung zu einem Unternehmen mit 4000 Arbeitern und einem Jahresumsatz von 100 Millionen Mark, damit einer der größten deutschen Zigarettenhersteller. 1930 wurde das Unternehmen an den Reemtsma-Konzern verkauft.
In der Folge gründete Greiling in der Schweiz erneut eine Zigarettenfabrik. 1936 erwarb er, damals auch bulgarischer Generalkonsul, sehr günstig die Mannheimer Miederfabrik Felina und eine Schuhfabrik von Eugen und Hermann Herbst, die aufgrund rassistischer Verfolgung zunächst in die Niederlande emigrierten. Gleichfalls aus jüdischem Besitz kaufte er die Firma Martin Kallmann, einen erfolgreichen Vertrieb für Feldbahnen, die Dorndorf Schuhfabrik in Zweibrücken (1938) und eine ostdeutsche Lebensmittelkette mit mehr als 100 Filialen, die nach 1945 in der Sowjetischen Besatzungszone enteignet wurde.
Für seine Mitwirkung bei der „Arisierung“ von Unternehmen verurteilte ihn die Spruchkammer in Neustadt (Haardt) zu 200.000 Reichsmark Geldbuße. 1950 gründete er die Augusta Hotel GmbH in Mannheim, wo auch die Greiling-Werke GmbH ansässig wurde.